# Muscomorpha
Muscomorpha é uma infraordem de dípteros da subordem Brachycera que inclui um número alargado e muito diverso de insectos. O agrupamento inclui a maior parte das espécies pertencentes ao agrupamento Brachycera, e, por consequência, a maioria das moscas conhecidas, entre as quais a mosca-doméstica, as moscas-da-fruta e as varejeiras. Neste grupo, as antenas são curtas, geralmente tri-segmentadas, com uma arista dorsal.

## Taxonomia
A infraordem Cyclorrapha inclui as seguintes superfamílias:
- Secção Aschiza
  - Superfamília Platypezoidea
  - Superfamília Syrphoidea
- Secção Schizophora
  - Subsecção Acalyptratae
    - Superfamília Conopoidea
    - Superfamília Tephritoidea
    - Superfamília Nerioidea
    - Superfamília Diopsoidea
    - Superfamília Sciomyzoidea
    - Superfamília Sphaeroceroidea
    - Superfamília Lauxanioidea
    - Superfamília Opomyzoidea
    - Superfamília Ephydroidea
    - Superfamília Carnoidea

  - Subsecção Calyptratae
    - Superfamília Muscoidea
    - Superfamília Oestroidea
    - Superfamília Hippoboscoidea